# Киселёв, Леонид Петрович
Леонид Петрович Киселёв (1859—1930) — русский военачальник, генерал-майор.

## Биография
Родился 4 февраля 1859 года в православной семье.
Образование получил в 1-й Московской военной гимназии.
В военную службу вступил 3 июня 1882 года. Окончил Тверское кавалерийское юнкерское училище, откуда был выпущен корнетом (ст. 08.10.1883) в 39-й драгунчкий Нарвский полк. Поручик (ст. 08.10.1887). Штабс-ротмистр (ст. 26.02.1890). Ротмистр (ст. 25.03.1892). Командовал эскадроном.
Подполковник (ст. 26.02.1900). Полковник (пр. 1905; ст. 26.02.1905; за отличие). Командир 18-го гусарского Нежинского полка с 28 марта 1906 года по 19 февраля 1912 года.
Генерал-майор (пр. 1912; ст. 19.02.1912; за отличие). Начальник Уссурийской конной бригады в период с 19.02.1912 по 05.02.1915.
Участник Первой мировой войны. За отличия награждён Георгиевским оружием. Командующий 8-й кавалерийской дивизией (05.02.1915-02.01.1916). Награждён орденом Св. Георгия 4-й степени. Состоял в резерве чинов при штабе Минского военного округа со 2 января 1916 года. На 10 июля 1916 года находился в том же чине и должности.
После Октябрьской революции служил в РККА. В 1922—1924 годах — преподаватель кавалерийской школы в Москве.
Умер в 1930 году. Похоронен на Ваганьковском кладбище, участок № 6.
Был женат, имел двоих детей.

## Награды
- Награждён орденом Св. Георгия 4-й степени (21 июня 1915 — за то, что в период боев с 1-го по 7-е февр. 1915 г., сознавая всю важность удержания участка позиции Недзборж-Упержин, находясь под сильным и действительным огнём и при сильном натиске противника, мужественно выдерживал бой с превосходным в силах противником, отбил все яростные атаки и этим оберегал фланг расположения всего корпуса) и Георгиевским оружием (21 мая 1915 — за то, что в период с 20-е ноябр. по 3-е дек. 1914 г. на фронте Цеханов-Прасныш, во главе кав. бригады, в боях до 29 ноябр. упорным сопротивлением предотвратил обход левого фланга корпуса, а при отходе противника с 29-го ноября настойчивым и энергичным преследованием, неоднократно конными и пешими атаками, принуждал его арьергарды к скорейшему отходу; перейдя же границу, взял с боя дер. Вирсбау, чем обеспечил занятие передовыми частями корпуса намеченных впереди Млавы позиций. В течение всей операции энергичными действиями оказал самое действительное содействие успешному её завершению).[2]
- Также награждён орденами Св. Станислава 2-й степени (1902); Св. Анны 2-й степени (1907); Св. Владимира 4-й степени (1910).